# Пећина Магура
Пећина Магура (од 1942. до 24. октобра 1972. године позната као Рабишка пећина) је пећина која се налази у севернозападном делу Бугарске, близу села Равиша, 25 км од града Белоградчика у Видинској области. Површина пећине износи 82, 5 хектара, а просечна годишња температура је 12 °C,
Цртежи у пећини Магура имају велику сличност са онима у Медвеђој пећини у Италији и ти цртежи сматрају се најзначајнијим уметничким делима европског касног палеолитског периода.
Туристичке посете пећини спроводе запосле у општини Белоградчик, а до 2012. године пећином је руководио Министарски савет Републике Бугарске.
Године 1984. пећина је ушла у пробну листу светске баштине Унеска.

## Опис
Процењује се да је пећина стара 15 милиона година, а њена дужина износи 2.5 км. Влажност ваздуха достиже и 80%, просечна годишња температура пећине је 12 °C, осим једне просторије у којој је температура увек 15 °C. Пећина је формирана на кречњачком брду Рабиша, на 461 м надморске висине. Главни део пећине подељен је у шест комора различитих величина. Највећа је названа Арк и дужине је 128 м, ширине 58 м, док је висина 21 метар. У тој пространој хали одржавају се музички концерти, током прославе Божића и Ускрса. Пећина је 3. маја 1960. године проглашена спомеником природе.

## Фауна
Кости различитих праисторијских врста као што су пећински медвед, пећинска хијена, лисица, вук, дивља мачка и видра пронађене су у пећини. Данашњи становници пећине су скокунци, као и осам врста слепих мишева као што су: Rhinolophus ferrumequinum, Rhinolophus hipposideros, Rhinolophus euryale, шиљоухи вечерњак, велики мишоухи вечерњак, мали мишоухи вечерњак, дугопрсти вечерњак и дугоухи вечерњак.

## Пећински цртежи
Цртежи представљају важне догађаје друштва који су окупирале пећину Магура: верске церемоније, ловачке сцене и прикази божанстава који су јединствени на Балканском полуострву. Цртежи плеса и лова су међу најзначајнијим у пећини. У Магури је идентификовано више од 750 слика, а оне су подељене у четири тематске групе : антропоморфне, зооморфне, геометријске и симболичне.
Приступ деловима пећине са цртежима је ограђен због очувања. Пре 1993. године пећина није била заштићена и улаз је био бесплатан. Из тог разлога, неки од цртежа су оскрнављени. Пећина је сада отворена за јавност током целе године, али се цртежи могу видети само уз присуство туристичког водича и плаћање накнаде.

## Галерија
- Пећински цртеж који представља календар
- Цртеж на коме је представљен лов дивљачи
- Цртеж пећинског медведа
- Туристички обилазак